# Sniper Elite 5
Sniper Elite 5 – komputerowa gra akcji wyprodukowana i wydana przez studio Rebellion Developments. Gra została wydana 26 maja 2022 roku na platformy Microsoft Windows, PlayStation 4, PlayStation 5, Xbox One i Xbox Series X/S. Jest to piąta część z serii Sniper Elite.
Fabuła Sniper Elite 5 została osadzona na terenie Francji. Głównym bohaterem gry jest Karl Fairburne, a jego zadaniem jest osłabienie fortyfikacji 
III Rzeszy znanych jako Wał Atlantycki.

## Rozgrywka
Gracz steruje postacią Karla z perspektywy trzeciej osoby. Gra została podzielona na misje, podczas których postać gracza może wykonywać zadania główne jak i aktywności poboczne. Tak jak w poprzednich częściach gra zawiera mechanikę snajperską, dzięki której gra spowalnia podczas strzału, a gracz dostaje punkty doświadczenia za strzelanie w poszczególne części ciała. Postać może skradać się w celu zabijania wrogów bez uruchamia alarmu. Gracz może przechodzić misje w pojedynkę lub w trybie współpracy z innym graczem.

## Produkcja
Gra została zapowiedziana w marcu 2019 roku razem z odsłoną na headsety VR (Sniper Elite VR) i odświeżoną wersją drugiej części (Sniper Elite V2 Remastered). Podczas produkcji użyto autorskiego silnika Asura. Ponadto twórcy wykorzystali technologię fotogrametrii, dzięki czemu tekstury otoczenia wyglądają bardziej realistycznie. Wydano kilka wersji kolekcjonerskich, z czego najdroższa „Marksman Bundle” zawierała między innymi kubek, bluzę i komiks Sniper Elite: Resistance bazujący na grze.